# Purikura
Purikura (プリクラ), kort for purinto kurabu (プリント倶楽部), er små selvklæbende fotos, der laves i særlige fotoautomater, og som man kan udsmykke ved optagelsen med forprogrammerede billeder, tekst mv.
Purikura findes primært i Japan, og ordet purinto kurabu er da også den japanske måde at læse det engelske ord print club. I lighed med karaoke, der også er populært blandt japanere, handler det imidlertid kun ikke om sluproduktet for brugerne. I stedet har de ofte kunder meget mere sjov med at dekorere optagelserne sammen og bytte billeder med hinanden.
De første purikura-automater blev udviklet af Atlus og Sega og kom på markedet i juli 1995.

## Purikura-automater
Automaterne hvor man laver purikura er selvstændige maskiner, der ved første øjekast ligner en almindelig fotoautomat med en offentlig tilgængelig kabine og et lukket teknikskab med kamera, computersystem og printer. Men hvor fotoautomater normalt kun er beregnet for en person, så kan en purikura-automat afhængig af udformning have plads til helt op til ti personer ad gangen, og ofte er der en hel bænk til rådighed. I nogle automater finder man også parykker og andet cosplay-udstyr, som brugerne kan more sig med at have på, når de tager billederne.
Før fotografering vælger man belysning, baggrund, scene osv., hvorefter man så lader sig fotografere. Har man fået lavet seks fotos, fortsætter man i en "sidekabine". Her vælger man størrelse på billederne og dekorerer dem med forskellig tekst, små tegninger og andet, som er indprogrammeret i computersystemet til netop dette formål. Slutteligt får man så printet de ønskede fotos. Afhængig af den valgte størrelse, kan der være op til 32 små fotos på et ark.
Purikura er meget populært i Japan, og der findes dårligt nok et Game Center uden purikura. Især de japanske skolepiger benytter systemet og bytter de små fotos med hinanden. I vesten finder man til gengæld kun få purikura-automater.